# Ceffonds
 Ceffonds  es una población y comuna francesa, en la región de Champaña-Ardenas, departamento de Alto Marne, en el distrito de Saint-Dizier y cantón de Montier-en-Der.

## Demografía
| 713 | 661 | 618 | 619 | 608 | 586 |
| Para los censos de 1962 a 1999 la población legal corresponde a la población sin duplicidades (Fuente: INSEE [Consultar]) |     |     |     |     |     |